# Partido Popular de Melilla
El Partido Popular de Melilla (también conocido como el PP de Melilla) es la delegación melillense del Partido Popular en esa ciudad autónoma. La sede central del partido se encuentra en la calle Roberto Cano 2, 1.° izquierda.

## Estructura orgánica
- Presidente regional: Juan José Imbroda Ortiz
- Secretario general: Miguel Marín Cobos

## Resultados en las elecciones a la Asamblea de Melilla
| Elección | Votos  | Porcentaje | Representantes | Puesto | Resultado             |
| 1995     | 12.425 | 47,20 %    | 14/25          | 1.º    | Gobierno mayoritario  |
| 1999     | 5.338  | 18,70 %    | 5/25           | 3.º    | Oposición (1999-2000) |
| 1999     | 5.338  | 18,70 %    | 5/25           | 3.º    | Coalición (2000-2003) |
| 2003a    | 15.440 | 55,00 %    | 15/25          | 1.º    | Gobierno mayoritario  |
| 2007     | 16.102 | 56,75 %    | 15/25          | 1.º    | Gobierno mayoritario  |
| 2011     | 16.852 | 53,91 %    | 15/25          | 1.º    | Gobierno mayoritario  |
| 2015     | 13.654 | 42,80 %    | 12/25          | 1.º    | Gobierno en minoría   |
| 2019     | 12.943 | 37,84 %    | 10/25          | 1.º    | Oposición             |
| 2023     | 15.555 | 52,67 %    | 14/25          | 1.º    | Gobierno mayoritario  |

a En coalición con UPM.

## Resultados en las elecciones generales
| Elección  | Votos  | Porcentaje | Representantes | Puesto |
| 1989      | 9.748  | 55,68 %    | 1/1            | 1.º    |
| 1993      | 11.865 | 44,92 %    | 0/1            | 2.º    |
| 1996      | 13.691 | 50,85 %    | 1/1            | 1.º    |
| 2000      | 13.078 | 49,80 %    | 1/1            | 1.º    |
| 2004      | 14.856 | 54,60 %    | 1/1            | 1.º    |
| 2008      | 15.510 | 49,22 %    | 1/1            | 1.º    |
| 2011      | 17.791 | 66,73 %    | 1/1            | 1.º    |
| 2015      | 12.309 | 44,25 %    | 1/1            | 1.º    |
| 2016      | 13.478 | 50,39 %    | 1/1            | 1.º    |
| Abr. 2019 | 8.085  | 23,96 %    | 1/1            | 1.º    |
| Nov. 2019 | 9.136  | 29,54 %    | 1/1            | 1.º    |
| 2023      | 13.369 | 49,19 %    | 1/1            | 1.º    |